# Djimon Gumbs
Djimon Gumbs (* 13. September 2000 in Road Town) ist ein Leichtathlet von den Britischen Jungferninseln, der im Kugelstoßen und im Diskuswurf an den Start geht. Auch sein Zwillingsbruder Diamante Gumbs sowie seine ältere Schwester Tynelle Gumbs sind als Leichtathleten aktiv.

## Sportliche Laufbahn
Erste internationale Erfahrungen sammelte Djimon Gumbs bei den CARIFTA Games 2016 in St. George’s, bei denen er mit einer Weite von 16,20 m den fünften Platz im Kugelstoßen in der U18-Altersklasse belegte. Im Jahr darauf gewann er bei den CARIFTA Games in Willemstad mit 17,58 m die Silbermedaille im Kugelstoßen sowie mit 60,43 m auch im Diskusbewerb. Anschließend gewann er bei den Commonwealth Youth Games in Nassau mit 56,24 m die Bronzemedaille im Diskuswurf und belegte mit der Kugel mit 16,03 m den sechsten Platz. 2018 wurde er bei den CARIFTA Games ebendort mit 53,24 m Vierter im Diskusbewerb in der U20-Altersklasse und im Jahr darauf belegte er bei den CARIFTA Games in George Town mit 15,52 m den siebten Platz im Kugelstoßen und sicherte sich mit dem Diskus mit 54,76 m die Bronzemedaille. Anschließend gelangte er bei den U20-Panamerikameisterschaften in San José mit 17,62 m auf den elften Platz im Kugelstoßen und belegte im Diskusbewerb mit 52,49 m den neunten Platz. Im selben Jahr zog er in die Vereinigten Staaten und besuchte dort das New Mexico Junior College, ehe er 2021 an die Northwestern State University wechselte. 2022 gewann er bei den U23-Karibikspielen in Guadeloupe mit 17,99 m die Silbermedaille im Kugelstoßen hinter dem Kubaner Juan Vázquez und anschließend wurde er bei den Commonwealth Games in Birmingham mit 17,18 m Zehnter im Kugelstoßen und verpasste im Diskusbewerb mit 53,32 m den Finaleinzug. Im Jahr darauf gewann er bei den Zentralamerika- und Karibikspielen (CAC) in San Salvador mit 19,00 m die Bronzemedaille im Kugelstoßen hinter den Mexikanern Uziel Muñoz und Jairo Morán und belegte mit dem Diskus mit 54,00 m den sechsten Platz. Ende Oktober gelangte er bei den Panamerikanischen Spielen in Santiago de Chile mit 54,70 m auf den neunten Platz im Diskuswurf und brachte im Kugelstoßen keinen gültigen Versuch zustande.
2023 wurde Gumbs Landesmeister im Kugelstoßen und im Diskuswurf.

## Persönliche Bestleistungen
- Kugelstoßen: 19,22 m, 25. Mai 2022 in Bloomington
- Diskuswurf: 61,21 m, 31. März 2023 in Austin